# Nakais förmodan
Inom matematiken är Nakais förmodan en förmodan om släta algebraiska varieteter av den japanska matematikern Yoshikazu Nakai. Den säger att om V är en komplex algebraisk varietet så att dess ring av differentialoperatorer är genererad av dess derivationerna, då är V en slät algebraisk varietet. Omvändningen, att släta algebraiska varieteter har ringar av fifferentialoperatorer genererade av deras derivationer, är ett resultat av Alexander Grothendieck.
Det är känt att Nakais förmodan gäller för algebraiska kurvors och Stanley–Reisnerringar. Ett bevis av förmodan skulle även bevisa Zariski–Lipmans förmodan för en komplex varietet V med koordinatring R. Denna förmodan säger att om derivationerna av R är en fri modul över R, då är V slät.